# Petra Peceková
Petra Peceková est une karatéka tchèque connue pour avoir remporté le titre de championne d'Europe en kumite individuel féminin moins de 60 kilos aux championnats d'Europe de karaté 2007 à Bratislava, en Slovaquie.

## Résultats
| Résultat          | Date             | Épreuve                   | Catégorie | Compétition                               | Ville hôte               |
| ----------------- | ---------------- | ------------------------- | --------- | ----------------------------------------- | ------------------------ |
| Médaille d'or     | 1er juillet 2005 | Kumite individuel open    | -         | Championnats d'Europe universitaires 2005 | Wrocław, en Pologne      |
| Médaille d'argent | 1er juillet 2005 | Kumite individuel + 60 kg | -         | Championnats d'Europe universitaires 2005 | Wrocław, en Pologne      |
| Médaille d'or     | 4 mai 2007       | Kumite individuel - 60 kg | Seniors   | Championnats d'Europe 2007                | Bratislava, en Slovaquie |